# Salvador Jiménez Ibáñez
Salvador Jiménez Ibáñez (Almansa, 1 de septiembre de 1943) es un abogado y político español miembro del Partido Socialista Obrero Español, alcalde de Albacete entre 1979 y 1983.

## Trayectoria
Nació el 1 de septiembre de 1943 en Almansa. Miembro del PSOE, se convirtió en el primer alcalde de Albacete de la democracia el 19 de abril de 1979. 
Pese a que UCD, con Pedro Romero a la cabeza, fue el partido más votado, un pacto entre el PSOE y el Partido Comunista de España (PCE) permitió gobernar al primero.
Abogado de profesión, recibió la Cruz Distinguida de Primera Clase de San Raimundo de Peñafort en 2014.